# Jaipur (juego de mesa)
Jaipur es un juego de cartas para dos jugadores creado en 2009 por el diseñador de juegos suizo Sébastien Pauchon y publicado por GameWorks, con ilustraciones de Vincent Dutrait y Alexandre Roche Los jugadores asumen el papel de poderosos comerciantes en Jaipur, la capital de Rajastán. El objetivo es recibir dos "sellos de excelencia" para ser invitado a la corte del Maharajá. El juego se centra en comprar, intercambiar y vender a mejores precios, mientras se vigilan las manadas de camellos.

## Sistema de juego
El material del juego incluye:
- 55 cartas de juego (44 cartas de mercancías, 11 camellos)
- 60 fichas de juego (38 fichas de productos básicos, 1 ficha de camello, 18 fichas de bonificación, 3 sellos de excelencia)

Al comienzo de cada ronda, se seleccionan tres camellos de las cartas del juego y se barajan las cartas restantes. Cada jugador recibe cinco cartas boca abajo, dos cartas más se colocan boca arriba en el centro de la mesa, que junto con los tres camellos forman el primer mercado . Las fichas de juego se colocan en un orden determinado.
Los camellos siempre se quitan de la mano y se recogen en un montón aparte; Se pueden canjear por bienes del mercado durante el juego o recolectarlos para obtener una bonificación final. En su mano, un jugador sólo tiene cartas de mercancías, cada una de las cuales muestra uno de seis productos comerciales: cuero , especias , tela , plata , oro o diamantes . Los últimos bienes aparecen con menos frecuencia en el juego y son correspondientemente valiosos cuando se venden.
Los dos jugadores se turnan y luego pueden elegir si quieren comprar o vender cartas. Un jugador sólo puede adquirir nuevas cartas del expositor del mercado, y tiene tres opciones para hacerlo: puede intercambiar varias de sus propias cartas (bienes o camellos) por otras cartas de bienes del mercado o puede tomar una carta de bienes del mercado sin intercambiarla o puede adquirir todos los camellos del mercado. En los dos últimos casos, el mercado se repone desde la baraja hasta que tenga cinco cartas. Además, la adquisición de nuevas cartas sólo es posible si el jugador no tiene más de siete cartas en su mano.
Alternativamente, un jugador también puede vender cartas de su mano. Para ello, coloca cualquier cantidad de cartas de bienes de un tipo en la pila de descarte y toma la cantidad correspondiente de fichas de bienes del centro de la mesa. El valor de las fichas de productos básicos disminuye con cada venta del mismo producto, por lo que vender anticipadamente a menudo puede ser más rentable. Si un jugador puede descartar tres o más cartas de materia prima a la vez, recibirá como recompensa la cantidad correspondiente de fichas de bonificación, además de las fichas de materia prima. Los diamantes, el oro y la plata sólo se pueden vender si un jugador puede descartar al menos dos cartas de estos bienes.
Una ronda termina cuando se utiliza la pila de cartas o tres de las pilas de fichas de productos básicos. Los jugadores ahora suman los valores de los bienes adquiridos y las fichas de bonificación. El jugador con más camellos también recibe la ficha de camello y, por tanto, un bono especial. Quien recolecte más rupias recibirá uno de los tres sellos de excelencia. Las rondas se juegan hasta que uno de los jugadores haya ganado dos rondas y obtenido así dos sellos de excelencia; Este jugador entonces gana el juego. 

## Premios y nominaciones
- 2010 Ganador del Fairplay À la carte.[4]
- 2010 Nominado al Golden Geek en la categoría de juegos para dos jugadores.[5]
- 2010 Nominado al Golden Geek en la categoría de juegos de cartas.[6]
- 2010 Ganador del International Gamers Award en la categoría de estrategia general para dos jugadores[7]
- 2010 Finalista del Lys Grand Public.[8]
- 2010 Juego recomedado del Spiel des Jahres.[9]
- 2014 Ganador del premio Juego del Año en España.[10]